# Beyond Westworld
Beyond Westworld es una serie de televisión estadounidense de 1980 basada en la historia de las películas Westworld. Es protagonizada por Jim McMullan que interpreta a John More, Jefe de Seguridad de Delos Corporation.
La historia gira alrededor de John Moore que tiene que detener al malvado científico Quaid, cuando este planea utilizar a los robots de Delos para conquistar el mundo. A pesar de ser nominada a dos premios Primetime Emmy («Mejor maquillaje en una serie» y «Mejor dirección artística en una serie»), solo se produjeron cinco episodios, y solo tres de ellos se emitieron al aire antes de que fuera cancelada.

## Reparto
- Jim McMullan como John Moore
- James Wainwright como Simon Quaid
- Connie Sellecca como Pamela Williams
- William Jordania cuando Joseph Oppenheimer
- Severn Darden como Foley
- Nancy Harewood como Roberta
- Judith Chapman como Laura Garvey (solo en el piloto)

## Episodios
| Núm. | Título                | Dirigido por  | Escrito por                                          | Fecha de emisión    |
| --- | --------------------- | ------------- | ---------------------------------------------------- | ------------------- |
| 1 | "Westworld Destroyed" | Ted Post      | Lou Shaw                                             | 5 de marzo de 1980  |
| John Moore ha sido asignado para capturar a Quaid, quien planea usar unos androides para sus propios fines. El primero de estos androides se oculta entre la tripulación de un submarino nuclear de los EE. UU.                |                       |               |                                                      |                     |
| 2 | "My Brother's Keeper" | Rob Holcomb   | Lou Shaw, Haward Dimsdale                            | 12 de marzo de 1980 |
| Quaid está chantajeando al propietario de una compañía petrolera, por lo que John y Pamela deben localizar un androide infiltrado en el personal de la empresa.                                                                |                       |               |                                                      |                     |
| 3 | "Sound of Terror"     | Paul Stanley  | Martin Roth                                          | 19 de marzo de 1980 |
| Quaid ha conseguido uranio, y ahora John y Pamela deben localizar otro androide que se oculta entre los miembros de una banda de rock.                                                                                         |                       |               |                                                      |                     |
| 4 | "The Lion"            | Jack Starrett | Martin Roth, David Bennett Carren                    | No emitido          |
| Los circuitos de Delos se encuentran en el lugar de la explosión de un automóvil, y John junto con el resto del equipo de Delos debe intentar desentrañar el nuevo plan de Quaid.                                              |                       |               |                                                      |                     |
| 5 | "Takeover"            | Don Weis      | Gregory S. Dinallo, Steven Greenberg, Aubrey Solomon | No emitido          |
| El objetivo de Quaid es el oficial de policía encargado de la seguridad durante la visita del gobernador del estado. John y Pamela deben detener a Quaid e identificar al oficial de policía que, en realidad, es un androide. |                       |               |                                                      |                     |

## Lanzamiento en DVD
El 29 de julio de 2014, Warner Home Video lanzó la serie completa en formato DVD con fabricación bajo demanda a través de Warner Archive Collection.

## Premios y nombramientos
| Año  | Premio                               | Categoría                              | Candidato(s)     | Resultado |
| ---- | ------------------------------------ | -------------------------------------- | ---------------- | --------- |
| 1980 | Primetime Emmy a las Artes Creativas | Mejor maquillaje en una serie          | Beyond Westworld | Nominado  |
| 1980 | Primetime Emmy a las Artes Creativas | Mejor dirección artística en una serie | Beyond Westworld | Nominado  |